# اتفاقية خور عبد الله
اتفاقية خور عبد الله أو اتفاقية تنظيم الملاحة البحرية في خور عبد الله هي اتفاقية دولية بحرية بين العراق والكويت، صودق عليها في بغداد في 25 نوفمبر/تشرين الثاني 2013 . وُقعت الاتفاقية ضماناً لمصالح الطرفين الملاحية والتجارية.
ذُكرَ في المادة (6) من نص الاتفاقية أنه "لا تؤثر هذه الاتفاقية على الحدود بين الطرفين في خور عبد الله المقررة بموجب قرار مجلس الأمن رقم (833) لسنة (1993)".

## الأسباب والغرض
بغية تنظيم الملاحة البحرية في خور عبد الله من خلال تشكيل لجنة مشتركة تعمل على تفعيل بنود هذه الاتفاقية ووضع الخطط المشتركة للسلامة البحرية في خور عبد الله وغيرها من القضايا الملاحية والبيئية ولغرض تعزيز العلاقة الثنائية بين البلدين واحتراما لحق المرور الملاحي المقر في المواثيق والاتفاقيات الدولية، لغرض التعاون في تنظيم الملاحة البحرية والمحافظة على البيئة البحرية في الممر الملاحي في خور عبدالله بما يحقق مصلحة كلا الطرفين.

## النطاق الجغرافي للاتفاقية
ذُكر في المادة 2 أنه "لأغراض هذه الاتفاقية يُقصد بالممر الملاحي هو الممر الملاحي الموجود من نقطة التقاء القناة الملاحية في خور عبد الله بالحدود الدولية ما بين النقطتين الحدوديتين البحريتين رقم (156) ورقم (157) باتجاه الجنوب إلى النقطة (162) ومن ثم إلى بداية مدخل القناة الملاحية عند مدخل خور عبد الله".

## ردود الفعل

ميناء مبارك الكبير في جزيرة بوبيان الكويتية أثناء البناء. أدى إنشاؤه داخل خور عبد الله إلى جدل في العراق، حيث طالب عراقيون بنقله إلى داخل اليابسة بعد الحفر، أو إلى الشاطئ المواجه للخليج في جنوب الجزيرة.

- العراق- أثارت هذه الاتفاقية جدلاً كبيرًا في العراق، حيث رأى فريق من السياسيين العراقيين أن رئيس الوزراء العراقي آنذاك نوري المالكي والبرلمان العراقي قد تنازلا عن جزء من خور عبد الله [كيف؟]، وهو الممر الملاحي الوحيد المؤدي إلى معظم الموانئ العراقية، وأن التقسيم جاء بالتنصيف، وليس بناءاً على خط التالوك، أي أعمق ممر يُسمح للملاحة البحرية فيه.[11]

قال هوشيار زيباري وزير الخارجية العراقي بعد التوقيع إن العراق والكويت تباحثا في كل الأمور والملفات العالقة بينهما، ومن ضمنها ميناء مبارك وقال "حيث ثمة مبدأ اتفقنا عليه ألا يؤثر على الملاحة في خور عبد الله وقد أكد الجانب الكويتي أنه لن يؤثر على حرية الملاحة ومصالح العراق".
يُشار بالذكر إلى أن مشروع ميناء مبارك الكويتي نفسه قد أثار جدلاً أيضًا، بسبب اختيار الحكومة الكويتية موقعه على الضفة الغربية لخور عبد الله في جزيرة بوبيان، الممر الملاحي المؤدي إلى الموانئ العراقية، إذ طالب عراقيون بنقل هذا الميناء إلى الشاطئ الجنوبي للجزيرة المطل على الخليج، بدلاً عن الموقع الحالي، تلافيًا إلى حدوث أي ازدحامات مستقبلية للسفن في هذا الممر الملاحي بعد اكتمال مراحل بناء المشروع الأربعة.
- الكويت- نفت الحكومة الكويتية استيلائها على أي أراضٍ عراقية بسبب هذه الاتفاقية، وأكدت على أن الكويت ملتزمة بحدودها البحرية مع العراق.[13][14]

## المحكمة الاتحادية العليا العراقية
- في 4 أيلول/ سبتمبر سنة 2023، أعلنت المحكمة الاتحادية العليا العراقية، قرارها بعدم دستورية قانون تصديق اتفاقية تنظيم الملاحة البحرية في خور عبدالله مع الكويت، وذُكر في بيان المحكمة أنه "قررت في جلستها المنعقدة هذا اليوم، الحكم بعدم دستورية قانون تصديق الاتفاقية بين حكومة جمهورية العراق، وحكومة دولة الكويت بشأن تنظيم الملاحة البحرية في خور عبدالله رقم (42) لسنة 2013، المحكمة أصدرت قرارها، لمخالفة أحكام المادة (61/ رابعًا) من دستور جمهورية العراق التي نصت على أن (تنظم عملية المصادقة على المعاهدات والاتفاقيات الدولية بقانون يُسَّن بأغلبية ثلثي أعضاء مجلس النواب"،[15] وفي يوم 14 أيلول/سبتمبر سنة 2023 أكدت المحكمة الاتحادية العليا حكمَها، وذُكر في قرار المحكمة أن "دستور جمهورية العراق لعام 2005 يمثل مصلحة الشعب العراقي في ماضيه وحاضره ومستقبله كان نتيجة لنضال شاق ومرير لأبناء العراق كافة عربا وكردا وتركمان وسائر مكونات الشعب وكل ما ورد فيه يمثل ترجمة صادقة لدماء شهداء العراق ... الدستور أصبح نافذا بعد استفتاء الشعب عليه وفقا لما جاء في المادة 144 منه لذا فأن الخروج على الدستور يمثل جريمة توصف بجريم انتهاك الدستور او الخيانة العظمى، لا يجوز تعطيل أحكام الدستور مقابل تشريع محلي مخالف له نافذ قبل تشريع الدستور بل يصبح التشريع المحلي مخالفا للدستور والتشريعات الأخرى المترتبة عليه معرضة للحكم بعدم دستوريتها متى ما تم الطعن بها".[16] قال موقع العرب الألكتروني "وبعد قرار المحكمة الاتحادية العليا وهي أعلى محكمة في البلاد، ووفقاً للدستور العراقي، فإن اتفاقية خور عبد الله تعتبر ملغية من الجانب العراقي، وهذا القرار بات ملزماً لكافة السلطات في العراق، ولا يمكن الطعن به أو عدم تنفيذه".[17] قال القاضي العراقي رحيم العكيلي "وحيث إن قانون التصديق على اتفاقية خور عبد الله لم يصوت عليه بأغلبية الثلثين، فتكون إجراءات التصويت عليه غير دستورية حسب رأي المحكمة الموقرة".[4]

### رد الحكومة الكويتية
في 15 أيلول/سبتمبر سنة 2023 ذكر بيان للخارجية الكويتية أن مساعد وزير الخارجية الكويتي سلّم السفير العراقي، الجمعة، مذكرة احتجاج على ما ذُكر في حيثيات الحكم بشأن الاتفاقية المبرمة بين البلدين لتنظيم الملاحة في خور عبد الله.

### بيان مجلس التعاون
في 18 أيلول/سبتمبر سنة 2023 أُعلنَ أن الشيخ سالم عبدالله الجابر الصباح "أحاط وزراء خارجية دول مجلس التعاون، خلال اجتماعهم في نيويورك، مساء الأحد، بحيثيات الحكم الصادر عن المحكمة الاتحادية العليا في العراق حول الاتفاقية المبرمة بين الكويت والعراق بشأن تنظيم الملاحة البحرية في خور عبدالله، والتي تم التصديق عليها من قبل البلدين وإيداعها لدى الأمم المتحدة، وتنسيق الموقف الخليجي الموحد في هذا الإطار تكريسا وتعزيزا للمسيرة التاريخية للعمل الخليجي المشترك"، فأصدر المجلس الوزاري الخليجي بيانا مشتركا بعد الاجتماع الذي عقد على هامش الاجتماعات السنوية للجمعية العامة للأمم المتحدة، ذكروا فيه أن المجلس "ناقش التطورات الراهنة مع جمهورية العراق الشقيقة، ودعا المجلس الوزاري جمهورية العراق لاتخاذ خطوات جادة وعاجلة لمعالجة الآثار السلبية لهذه التطورات، والتي ترتبت على حكم المحكمة الاتحادية العليا الصادر، يوم الاثنين الموافق 4 سبتمبر/أيلول 2023، والمنشور يوم الخميس الموافق 14 سبتمبر 2023، وما تضمنه الحكم من حيثيات تاريخية غير دقيقة خارج السياق، بشأن الاتفاقية المبرمة، عام 2012، بين دولة الكويت وجمهورية العراق، المتعلقة بتنظيم الملاحة البحرية في خور عبدالله، والتي تم التصديق عليها من قبل الجانب العراقي عام 2013، وتم إيداعها لدى الأمم المتحدة".

### طلب العدول عن حكم المحكمة
في 15 نيسان/أبريل سنة 2025 قال مصدر عراقي مطلع لوكالة الأنباء الكويتية "كونا": "إن رئيس الجمهورية طلب رسمياً من المحكمة العدول عن قرارها الصادر ببطلان الاتفاقية بالعدد (105) وموحدتها (194/ اتحادية / (2023 في الرابع من سبتمبر من العام 2023 والعودة لاعتماد قانون الاتفاقية رقم 42 لسنة 2013، وشرح الرئيس في مطالعة الطعن جملة من الدفوعات القانونية المتعلقة بسن المعاهدات الدولية فضلا عن الاستناد للمادة الثامنة من الدستور العراقي التي تنص على أن العراق "يرعى مبدأ حسن الجوار ويلتزم عدم التدخل في الشؤون الداخلية للدول الأخرى، ويسعى لحل النزاعات بالوسائل السلمية ويقيم علاقاته على أساس المصالح المشتركة والتعامل بالمثل ويحترم التزاماته الدولية"، وفي يوم 16 نيسان/أبريل سنة 2025 علّقَ وزير الخارجية الكويتي على ذلك قائلاً "هذا شأن داخل العراق وليس يعنينا في هذا الأمر، المحكمة الاتحادية (العراقية) اتخذت القرار، وهم عندهم موقف، ونحن بانتظار ما سيصدر منهم".

#### تأجيل قرار المحكمة
في 30 نيسان/أبريل سنة 2025 ذكر مصدر مطلع أن "المحكمة الاتحادية العليا أجلت البت في دعوتي رئاستي الوزراء والجمهورية بخصوص مطالبة المحكمة بالعدول عن قرارها السابق بعدم دستورية المصادقة على اتفاقية خور عبدالله".

## وصلات خارجية
- انفوغراف اتفاقية خور عبد الله | قناة العهد الفضائية